# ميلان الأول ملك صربيا
ميلان أوبرنوفيتشي (22 أغسطس 1854 - 11 فبراير 1901)، كان حاكم صربيا منذ عام 1868 وحتى 1889، بصفته أميرًا في الفترة الممتدة بين عامي (1868 - 1882)، وملكًا في وقت لاحق (1882 - 1889).

## نشأته

### الولادة والطفولة في المنفى
وُلد ميلان أوبرنوفيتشي في عام 1854 في ماراشيشتي في مولدافيا، حيث عاشت أسرته في المنفى منذ عام 1842 حين عاد منافسه كاراجوروفيتش إلى العرش الصربي، وتمكن من خلع ابن عم ميلان الأمير ميهايلو أوبرنوفيتشي الثالث.
كان ميلان أوبرنوفيتشي أمير صربيا، فهو ابن ميلوش أوبرنوفيتشي (1829 - 1861) وزوجته المولدافية ماريا أوبرنوفيتشي (اسمها عند الولادة: إيلينا ماريا كاتارغيو)، وأما جد ميلان من جهة أبيه (والد ميلوش) هو جيفريم أوبرنوفيتشي (1790 - 1856) شقيق ميلوش أوبرنوفيتشي الأول. كان لميلان شقيقة واحدة فقط، الراهبة تومانيا.
تطلق والدا ميلان بعد فترة قصيرة من ولادته. توفي والد ميلوش وهو في سن السابعة بعد عدة سنوات في 20 نوفمبر عام 1861 وهو يقاتل الأتراك بالقرب من بوخارست، بصفته مرتزقًا أجنبيًا في الجيش الروماني، ما يعني أن والدته ماريا حصلت على حصانة قانونية. مع ذلك، عاشت ماريا نمط حياة أرستقراطيًا وفخمًا، وسرعان ما أصبحت عشيقة الحاكم الروماني ألكسندر يوحنا كوزا، وحاملة لطفليه ألكسندر أل.يوحنا كوزا (الملقب سايا) وديمتري. ونتيجةً لذلك، أبدت القليل من الاهتمام بأطفال زواجها السابق مع ميلوش. لذلك، تُوصّل إلى اتفاق فيما يخص الشاب ميلان للحصول على حضانة قانونية من قِبل ابن عمه ميهايلو أوبرنوفيتشي، الذي طُرد في هذه الأثناء من كراغوييفاتس عام 1858، وعاد إلى صربيا حيث أصبح الأمير الحاكم في عام 1860.

### الوصول إلى صربيا
جُلب ميلان إلى كراغوييفاتس بواسطة من الأمير ميهايلو أوبرنوفيتشي الثالث، الذي عين مربية لترعى الأطفال. بعد عدة عقود، استخدم خصوم ميلان السياسيين بعد أن أصبح ملكًا تفاصيل حياة والدته الشخصية، ولا سيما زعيم الحزب الراديكالي الشعبي ستويان بروتيتش، الذي تمادى إلى حد توجيه اتهام غير صحيح في تقريره الحكومي بأن والد الملك ميلان هو في الواقع ألكسندر يوحنا كوزا، مُشيرًا إلى الملك ميلان بكنية كوزا بدلًا من  أوبرنوفيتشي على سبيل التحقير.
بعد إحضار ابن أخته إلى صربيا، اهتم الأمير ميهايلو أيضًا بتعليم الشباب، إ ذ أرسله إلى مدرسة لويس الكبير الثانوية في باريس، حيث قيل إن ميلان الشاب قد أظهر نضجًا كبيرًا.

## أمير صربيا (1868 - 1882)
اغتيل الأمير ميهايلو أوبرنوفيتشي الثالث في 10 يونيو عام 1868، عندما كان عمر ميلان أربعة عشر عامًا فقط. ونظرًا لعدم امتلاك الأمير الراحل أي ورثة ذكور، فقد أصبحت مسألة من سيخلفه على العرش مسألة ملحة. عاود رجل الدولة البارز إيلييا غاراسانين الظهور في الحياة السياسية الصربية في فترة فوضى ما بعد الاغتيال وفراغ السلطة الناجم عن الاغتيال، وذلك على الرغم من إقالته قبل ثمانية أشهر فقط من قبل الأمير الراحل من منصب رئيس وزراء صربيا واستبداله بجوفان رستيتش. أثناء توحيد القوى داخل الدولة، بهدف منع المتآمرين من السيطرة على السلطة، قيل إن غاراسانين يفكر أيضًا في حل مشكلة العرش عبر بدء سلالة ملكية ثالثة. نص الإجماع السياسي العام على اختيار الحاكم الجديد من قبل المجلس الوطني الكبير تحديدًا. ومع ذلك، كان وزير الحكومة ميليفوي بيتروفيتشي يزيد بسرعة من قوته ونفوذه، إذ نجح في تعزيز سيطرته على الجيش وشن انقلابًا عسكريًا، ولذلك قبل غاراسانين الخضوع للسلطة الأقوى منه عندما اقترح بلازنافاك الشاب ميلان خليفةً للأمير ميهايلو.

### الزواج

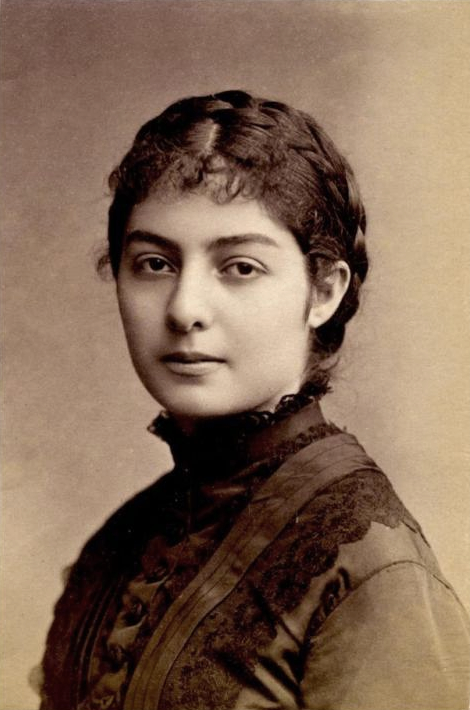
نتالي ملكة صربيا

تزوج ميلان من ناتاليا كيشكو في 17 أكتوبر عام 1875 في كاتدرائية القديس ميخائيل في بلغراد في صربيا. كانت ناتاليا، ابنة بيتري إيفانونيتش كيشكو -العقيد في الجيش الإمبراطوري الروسي- البالغة من العمر ستة عشر عامًا، وكانت بولشيريا والدة ناتاليا، على علاقة وثيقة جدًا مع أبناء عمها من الدرجة الثانية، لأن إيلينا والدة ميلان وبيتري والد ناتاليا، كانا أولاد خالة، ما يعني أن ميلان وناتاليا تشاركا مجموعة من الأجداد، الأمر الذي عني بدوره أن زواجهما كان يجب أن يتم بإشراف الكنيسة تحديدًا، وبالتحديد مطران بلغراد متروبوليتان ميهايلو جوفانوفيتش، وهو الأمر الذي لم يحصل.
وُلد ألكسندر ابن ميلان وناتاليا في عام 1876، لكن علاقتهما أظهرت علامات التنافر منذ بدايتها.
أقرت قوى الباب العالي الأوروبية باستقلال صربيا وفق معاهدة برلين (1878)، في نهاية الحروب الصربية التركية (1876 - 1878).

## ملك صربيا (1882 - 1889)
أُعلن في 6 مارس عام 1882، أن إمارة صربيا أصبحت مملكة، وأن ميلان هو ملكها.
كرس الملك ميلان، بتصرف تحت التأثير النمساوي، كل طاقاته لتحسين وسائل الاتصال وتنمية الموارد الطبيعية. ومع ذلك، أدت تكلفة هذا الأمر، التي زادت دون مبرر نتيجةً للإسراف المتهور، إلى فرض ضرائب باهظة بشكل غير متكافئ مع النتائج، بالإضافة إلى موضوع زيادة مدة الخدمة العسكرية، ما جعل الملك ميلان والحزب النمساوي غير محبوبين.
ازدادت مشاكل ميلان السياسية بعد هزيمة الصرب في حربهم ضد بلغاريا، التي حصلت في الفترة الممتدة بين عامي (1885 - 1886). تسبب اتحاد الروملي الشرقية وبلغاريا في سبتمبر عام 1885، في إثارة انفعال واسع النطاق في صربيا. أعلن ميلان على الفور الحرب على الدولة البلغارية الجديدة في 15 نوفمبر. وُجه الصرب بشكل كامل بعد حملة قصيرة وحاسمة إلى معركة سليفنيتسا، ومعركة بيروت. لم يُنقَذ عرش ميلان إلا عن طريق التدخل المباشر للنمسا والمجر. نشأت صعوبات محلية اكتسبت أهمية سياسية بسرعة.
لم يكن ميلان سوى زوجًا مخلصًا في حياته الشخصية، ولكنه خاض علاقة غير شرعية مع كلارا فريوين (شقيقة اللورد راندولف تشرشل وعمة ونستون تشرشل)، في الوقت الذي تأثرت فيه الملكة ناتاليا بشكل كبير بالتعاطف الروسي. انفصل الزوجان في عام 1886 بشكل شخصي وسياسي، بعد إحدى عشر عامًا من الزواج.

## روابط خارجية
- ميلان الأول ملك صربيا على موقع الموسوعة البريطانية (الإنجليزية)